# Huizen aan de Achterzaan
Huizen aan de Achterzaan is een schilderij van de Franse schilder Claude Monet uit de 19e eeuw. Gemaakt met olieverf op doek, laat het werk tuinhuizen zien op de westelijke oever van de Achterzaan in Zaandam, Nederland . Hij schilderde gezeten op de Dam aan de Zaan, kijkend naar het noordwesten. Het schilderij bevindt zich in de collectie van het Metropolitan Museum of Art .

## Achtergrond
Op advies van medeschilder Charles-François Daubigny ging Monet naar Nederland, met de sterke aanbeveling dat Monet de pracht van de Achterzaan moest bestuderen. De schilderijen die Monet maakte tijdens zijn reis staan bekend als zijn Nederlandse landschappen. Deze schilderijen, waaronder Huizen, werden goed ontvangen door zijn impressionistische collega´s.